# Santa Tell Me
«Santa Tell Me» (с англ. — «Санта, скажи мне») — рождественская песня, записанная американской певицей Арианой Гранде. Она была выпущена 24 ноября 2014 года через iTunes Store и была включена в эксклюзивное японское переиздание мини-альбома Гранде Christmas Kisses. Песня была названа современным рождественским стандартом за её популярность в музыкальных потоковых сервисах на протяжении многих лет во время курортного сезона.
Сингл вошёл в топ-10 в Австралии, Австрии, Бельгии, Канаде, Чешской Республике, Дании, Финляндии, Германии, Греции, Венгрии, Латвии, Литве, Нидерландах, Новой Зеландии, Норвегии, Португалии, Сингапуре, Словакии, Южной Корее, Швеции и Швейцарии, а также в топ-20 в Хорватии, Ирландии, Италии, Малайзии и Великобритании. Она вошла в американский Billboard Hot 100 под номером 65, а позже достигла 17-го места, поскольку продолжает становиться современной классикой. Песня была впервые исполнена на рождественском концерте A Very Grammy 2014 года в Shrine Auditorium в Лос-Анджелесе 18 ноября 2014 года.

## История
Ариана выпустила свой первый рождественский мини-альбом под названием Christmas Kisses 17 декабря 2013 года. Расширенная версия содержала в общей сложности 4 песни и включала каверы на классику, такие как «Santa Baby» и «Last Christmas». Он также содержал две оригинальные песни: «Love Is Everything» и «Snow in California».
Песня была впервые упомянута Арианой Гранде во вторник, 28 октября, в прямом эфире через Twitcam. В прямом эфире она сказала, что сначала не хотела исполнять рождественскую песню, но передумала. Она официально объявила о песне и её названии на своей странице в Twitter 13 ноября 2014 года. Песня также была выпущена на американском мейнстрим-радио.

## Видеоклип
Официальное видео было выпущено 12 декабря 2014 года. Режиссёрами фильма выступили Альфредо Флорес и Джонс Кроу. На видео Гранде со своими друзьями танцует, смеется и дарит подарки. 26 ноября 2016 года он превысил 100 миллионов просмотров, что сделало его четырнадцатым музыкальным видео Гранде, сертифицированным Vevo, после «Let Me Love You».

## Чарты
| Чарт(2014—2021)                                | Высшая позиция |
| ---------------------------------------------- | -------------- |
| Australia (ARIA)                               | 6              |
| Австрия (Ö3 Austria Top 40)                    | 7              |
| Бельгия/Фландрия (Ultratop 50)                 | 32             |
| Бельгия/Фландрия (Ultratop Urban)              | 5              |
| Бельгия/Валлония (Ultratip)                    | 22             |
| Канада (Billboard Canadian Hot 100)            | 8              |
| Канада (Billboard AC Airplay)                  | 7              |
| Канада (Billboard Hot AC)                      | 48             |
| СНГ (Tophit)                                   | 255            |
| Croatia Christmas Airplay (HRT)                | 16             |
| Чехия (Singles Digitál Top 100)                | 5              |
| Дания (Tracklisten)                            | 4              |
| Estonia (Eesti Ekspress)                       | 27             |
| Финляндия (Suomen virallinen lista)            | 4              |
| France (SNEP)                                  | 62             |
| Германия (GfK)                                 | 10             |
| Greece (IFPI)                                  | 10             |
| Мир (Billboard Global 200)                     | 5              |
| Венгрия (Rádiós Top 40)                        | 37             |
| Венгрия (Stream Top 40)                        | 4              |
| Ирландия (IRMA)                                | 11             |
| Италия (FIMI)                                  | 14             |
| Япония (Billboard Japan Hot 100)               | 29             |
| Latvia (LAIPA)                                 | 4              |
| Lithuania (AGATA)                              | 5              |
| Malaysia (RIM)                                 | 17             |
| Нидерланды (Dutch Top 40)                      | 28             |
| Нидерланды (Single Top 100)                    | 4              |
| New Zealand (Recorded Music NZ)                | 8              |
| Норвегия (VG-lista)                            | 9              |
| Польша (ZPAV AirPlay Top 100)                  | 46             |
| Португалия (AFP)                               | 9              |
| Шотландия (Scottish Singles Chart)             | 52             |
| Singapore (RIAS)                               | 2              |
| Словакия (Rádio Top 100)                       | 65             |
| Словакия (Singles Digitál Top 100)             | 7              |
| South Korea (Gaon Chart)                       | 5              |
| South Korea International (Gaon Digital Chart) | 1              |
| Испания (PROMUSICAE)                           | 46             |
| Швеция (Sverigetopplistan)                     | 4              |
| Швейцария (Schweizer Hitparade)                | 5              |
| Великобритания (UK Singles Chart)              | 11             |
| США (Billboard Hot 100)                        | 17             |
| США (Billboard Adult Contemporary)             | 7              |
| США (Billboard Adult Top 40)                   | 39             |
| US Holiday 100 (Billboard)                     | 1              |
| США (Billboard Mainstream Top 40)              | 39             |
| US Rolling Stone Top 100                       | 14             |

| Чарт(2015)                             | Позиция |
| -------------------------------------- | ------- |
| South Korea International Chart (Gaon) | 45      |
| Чарт(2016)                             | Позиция |
| South Korea International Chart (Gaon) | 61      |
| Чарт(2017)                             | Позиция |
| South Korea International Chart (Gaon) | 24      |
| Чарт(2018)                             | Позиция |
| South Korea International Chart (Gaon) | 20      |

| Чарт                       | Позиция |
| -------------------------- | ------- |
| US Holiday 100 (Billboard) | 21      |

## Сертификации
| Регион                                                                      | Сертификация  | Продажи   |
| --------------------------------------------------------------------------- | ------------- | --------- |
| Дания (IFPI Danmark)                                                        | 2× Платиновый | 180 000   |
| Италия (FIMI)                                                               | Платиновый    | 70 000    |
| Новая Зеландия (RMNZ)                                                       | 2× Платиновый | 60 000    |
| Норвегия (IFPI Norway)                                                      | 2× Платиновый | 120 000   |
| Португалия (AFP)                                                            | Золотой       | 5000      |
| Испания (PROMUSICAE)                                                        | Золотой       | 20 000    |
| Республика Корея                                                            | —             | 2,500,000 |
| Великобритания (BPI)                                                        | 3× Платиновый | 1,980,000 |
| США                                                                         | —             | 597,340   |
| Данные о продажах + прослушиваниях приведены только на основе сертификации. |               |           |